# Figura Matki Boskiej na Minikowie w Poznaniu
Figura Matki Boskiej – figura Matki Boskiej zlokalizowana w Poznaniu, na Minikowie, przy ul. Baranowskiej 12.
Figura Matki Boskiej z Dzieciątkiem na ręku na kolumnie stoi przed bamberskim gospodarstwem Schneiderów (pierwotnie Heigelmannów), stanowiąc element zabudowań tego zespołu. Gospodarstwo powstało w XIX wieku, a w latach 1912-1914 zostało rozebrane i wybudowane od nowa. Kolumnę o wysokości 4,5 metra ufundowało prawdopodobnie trzecie pokolenie Heigelmannów – Józef i Marianna w 1892. Pierwotnie ogrodzona była metalowym płotkiem, nie dochowanym do czasów obecnych. Okupanci hitlerowscy zdewastowali figurę, odrywając jej głowę. Szkodę naprawiono po wojnie. W latach 70. XX wieku kolumnę przeniesiono na teren gospodarstwa. Wcześniej stała przed płotem, ale kolidowała z poszerzeniem ulicy Baranowskiej. W rejestrze zabytków znajduje się od 1993 (nr 135B).